# Dwór w Łodygowicach
Dwór w Łodygowicach (też: zamek w Łodygowicach) – dawny dwór obronny we wsi Łodygowice w powiecie żywieckim.

## Położenie
Dwór leży na południowo-wschodnim krańcu wsi, nad rzeką Żylicą, w otoczeniu niewielkiego parku, ok. 100 m na wsch. od głównej drogi biegnącej z Bielska-Białej do Żywca.

## Historia
Pierwotnie w miejscu dzisiejszego „zamku” stał drewniany dwór rodu Komorowskich, którzy posiadali okoliczne tereny od połowy XVI wieku. Nowy, murowany obiekt zaczęto wznosić w 1629 r. z inicjatywy kasztelana krakowskiego Jerzego Zbaraskiego. Jednak już w 1631 r. budowę przerwano z powodu śmierci Zbaraskiego. Łodygowice przeszły na własność jego krewnych - Wiśniowieckich herbu Korybut. Helena Wiśniowiecka wniosła je w następnym roku w posagu wojewodzie mazowieckiemu Stanisławowi Warszyckiemu herbu Abdank.
Ponieważ w połowie XVII w. żywiecczyzna była kilkakrotnie najeżdżana przez różne wojska (Kozaków, Szwedów, a nawet polskie wojsko, które nie opłacane zakładało konfederacje i łupiło terytoria, na których stacjonowało) Warszycki postanowił kontynuować budowę w formie niewielkiej rezydencji obronnej. W 1673 r. otoczył on dwór fortyfikacjami na planie kwadratu o boku ok. 150 m. Składały się na nie wał kamienno-ziemny z bastionami w narożnikach oraz obiegająca całość fosa.
Po śmierci Stanisława Warszyckiego (1682 r.) Łodygowice wraz z dworem dziedziczyli kolejni jego krewni. W 1714 r. na mocy wyroku sądowego Ludwik Pociej herbu Waga, bratanek hetmana wielkiego litewskiego, najechał Łodygowice i odebrał je Warszyckiemu. W 1849 r. dobra łodygowickie nabył bielski kupiec Rudolf Teodor Seelinger. Po nim właścicielem dworu byli kolejno Józef Karol Humborg, baron Artur Luttwitz i jego następca Maksymilian Luttwitz. W 1866 r. majątek nabyła Klementyna Primovesi de Weber, żona austriackiego majora Adolfa von Klobusa. Przebudowali oni gruntownie fortalicjum do własnych potrzeb, zacierając cechy obronne obiektu. Powstał wtedy ceramiczny dach o nowym układzie (w jego centrum znajdowała się kiedyś latarnia z dwoma oknami), balkon, arkady wejściowe, neogotyckie attyki i nowe wnętrza. Rodzina Klobusów trzymała majątek łodygowicki aż do śmierci ostatniego potomka, Ottona Klobusa, w 1942 r.
Pod koniec II wojny światowej we dworze stacjonował sztab wojsk niemieckich. Po ich ustąpieniu w 1945 r. wyposażenie dworu zostało rozkradzione. Z czasem ulokowano tu urzędy gminne, a następnie szkołę rolniczą, która funkcjonowała tu do połowy lat 70. W połowie lat 90. XX w. przeszedł na własność gminy Łodygowice. Mieściła się tu biblioteka gminna, Gminny Ośrodek Kultury, galeryjka „Pod łukami” z kawiarnią, a także siedziby Światowego Związku Żołnierzy AK i Związku Nauczycielstwa Polskiego. W latach 2014–2019 obiekt poddano kompleksowemu remontowi, którego koszt wyniósł ok. 1,5 mln euro (z wykorzystaniem funduszy unijnych). Znajdzie w nim siedzibę miejscowy Urząd stanu cywilnego oraz polsko-słowackie centrum współpracy transgranicznej.

## Charakterystyka dworu
Murowany, potynkowany budynek dworu zwrócony jest frontem na południowy zachód. Piętrowy, częściowo podpiwniczony, założony jest na rzucie wydłużonego prostokąta o wymiarach 36,4 na 14,15 m. Na dłuższych bokach występy: od frontu płytszy, w formie ryzalitu, od tyłu wydatny, w formie dodatkowego skrzydła. Na krótszych bokach oraz na skrzydle niewielkie ryzality, zawierające sanitariaty. Korpus główny nakryty dachem czterospadowym, występ frontowy osobnym daszkiem dwuspadowym, skrzydło tylne dachem trójspadowym. Obecnie kryte glazurowaną dachówką.
Na parterze część środkową wnętrza, wiążąca się z frontowym ryzalitem, zajmuje sień i klatka schodowa. Po obu jej stronach znajdują się po cztery izby; po stronie prawej nakryte sklepieniami kolebkowymi z lunetami, po lewej – gładkimi sufitami. W skrzydle tylnym druga klatka schodowa i trzy izby, podzielone później na mniejsze pomieszczenia. Piętro o rozkładzie bardzo podobnym do dyspozycji parteru, bez charakteru stylowego. Z dawnych szczegółów architektonicznych wnętrza zachowały się jedynie dwa kamienne obramienia drzwi o profilach renesansowych. Na elewacji tylnej do lat powojennych zachowały się ślady dekoracji sgraffitowej.
Dzisiejsza szata frontowego ryzalitu: schodkowaty szczyt ozdobiony wnękami z maswerkami i ujęty po bokach niewielkimi wieżyczkami, obramienia okien i bramy, balkon z maswerkową balustradą wsparty na ostrołukowych arkadach, a także obramienia okien pierwszego piętra elewacji frontowej i częściowo elewacji bocznych, szczyt i balkon skrzydła tylnego – neogotyckie, pochodzące z okresu przebudów dworu w XIX w.

## Fortyfikacje
Dwór otoczony był fortyfikacjami ziemno-murowymi. Do naszych czasów zachowały się z nich tylko fragmenty, pozwalające jednak na wyobrażenie sobie ich pierwotnego wyglądu. Zarys obwarowań, uformowanych z wału ziemnego, oszkarpowanego murem zewnętrznym, ma kształt zbliżony do kwadratu o boku ok. 150 m, z bastionami w narożnikach. W kątach bastionów poszerzone fragmenty wałów tworzyły platformy pod armaty. Brama wjazdowa mieściła się w kurtynie południowo-zachodniej, na wprost głównego wejścia do dworu. Całość otoczona była fosą, zapełnioną wodą z pobliskiej Żylicy - dziś już nieistniejąca.